# 栄町 (札幌市)
栄町（さかえまち）は、北海道札幌市東区の地名。広義にはかつて（または現在）町名として「栄町」を称していた（または称している）地域の呼称である。

## 概要

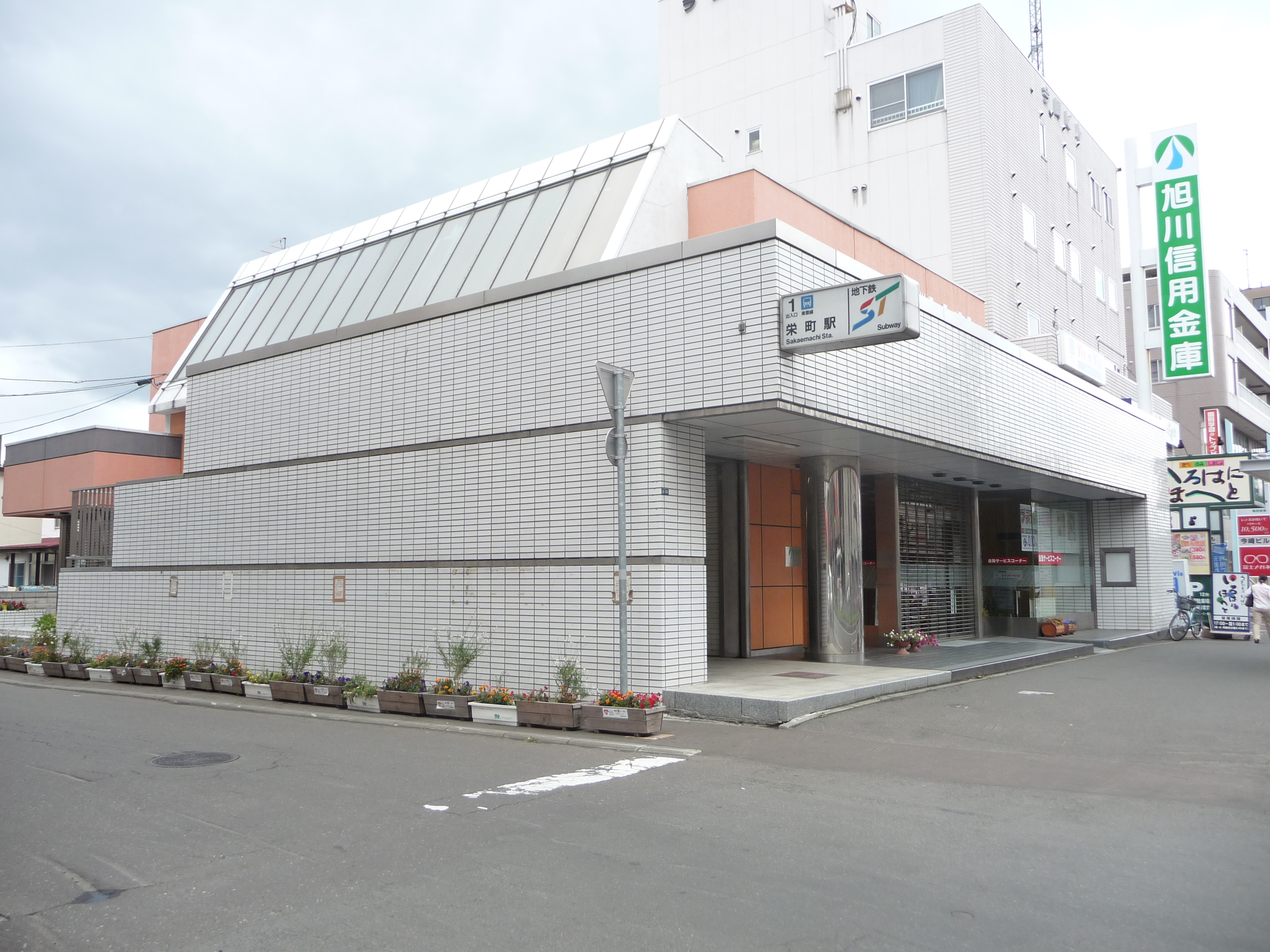
札幌市営地下鉄東豊線栄町駅

この地域は札幌市営地下鉄東豊線栄町駅（または駅から約600m西側に位置する烈々布神社、ひのまる公園、札幌市立栄小学校のあたり）を中心とする閑静な住宅街であり、北東側には札幌飛行場（丘珠空港）や札幌コミュニティドーム（つどーむ）がある。
札幌村時代は「烈々布」と呼ばれていたが、1955年（昭和30年）の札幌市編入に際し、地域の発展と繁栄を祈念して「栄町」という町名が付された。しかし1960年代から札幌市の人口増加による宅地化が進み、それに伴い段階的に条丁目制を採用したため町名を称する区域が次第に縮小していった。
現在「栄町」の町名を称している区域は丘珠飛行場滑走路の北西側もしくはその周辺であり、市街化調整区域として宅地化を規制しているため宅地化はされておらず畑や小さな工場などが点在する状況となっている。滑走路の西側にはつどーむがあり、2009年からはさっぽろ雪まつりの会場としても使用されている。

## 教育機関
この地域にある小学校または中学校は校名に「栄」を冠する傾向があり、これによりこの地域の広がりの範囲が推察できる。
学校名に「栄」を冠するものは下記の通りである。

### 中学校
- 札幌市立栄中学校
- 札幌市立栄町中学校
- 札幌市立栄南中学校

### 小学校
- 札幌市立栄小学校
- 札幌市立栄北小学校
- 札幌市立栄西小学校
- 札幌市立栄東小学校
- 札幌市立栄南小学校
- 札幌市立栄町小学校
- 札幌市立栄緑小学校